# 道の駅津かわげ
道の駅津かわげ（みちのえき つかわげ）は、三重県津市河芸町三行にある国道23号の道の駅である。2016年（平成28年）4月24日に、国道23号中勢バイパスと国道306号の交差点付近に開業した。
津市の特産品を幅広く取りそろえ、情報を発信する観光交流拠点であると同時に、防災施設としての機能も併せ持っている。

## 概要
三重県では16駅目、津市では道の駅美杉に次ぐ2駅目の道の駅として2016年（平成28年）4月24日に開業した。運営は指定管理者の新三商事が行う。駅の敷地面積は12,268m2である。
津市全域から約1,000種類の特産品を一堂に集め、販売する。アマゴ・山菜などの山の幸、米・畜産物などの平野の幸、アサリ・コウナゴなどの海の幸から、平治煎餅・いちご大福などの郷土菓子、井村屋・おやつカンパニーなど津市に本社を置く企業の商品まで、津市の生産物を幅広く取り扱っている。平日の購買客の9割は地元住民であり、地元産の生鮮食料品を購入する場となっている。また施設内の「焼きたてパンコーナー」やレストラン「津のものキッチン」では、「津ぎょうざパン」や「かわげ牛すじカレー」など津市の特産品を使った料理を提供する。
通常の道の駅の機能に加えて、海岸から3km離れ、海抜は20m - 25mと津波浸水区域に含まれない高台にあることから、一時避難場所や復旧支援活動の拠点としての活用も考慮に入れられており、災害用備蓄倉庫も設置している。最大で1万2,000人が避難可能とされる。
またフランス料理のシェフによる料理教室や、津市美杉町産の木材を使った木工教室などの各種イベント会場としても利用されている。

## 歴史
この駅の建設は、2003年（平成13年）に当時の安芸郡河芸町が建設を要望したのが発端である。河芸町は平成の大合併により津市となり、津市が建設計画を引き継ぐこととなった。
2012年（平成24年）11月、津市は国道23号中勢バイパス沿いに道の駅を整備していることを公表した。建設地点は国道306号にも沿っており、交通条件・地理的条件ともに優れた場所として、地域振興拠点になることを目標に2016年（平成28年）開業予定であることがこの時示された。なお、仮称は「道の駅河芸」であった。2013年（平成25年）7月には津市と日本国との間で協定がまとまり、津市が3億5千万円、国が3億円を負担することが決定した。2015年（平成27年）11月5日に国土交通省道路局により、正式に道の駅として登録された。
2016年（平成28年）4月23日に開駅式典が開かれ、津市長の前葉泰幸や三重県知事の鈴木英敬、隣接する鈴鹿市長の末松則子、松阪市長の竹上真人らが出席し、付近の津市立黒田小学校の児童らがテープカットを行った。初代駅長には指定管理者の新三商事社員である伊藤貞幸が就任した。伊藤は道の駅にしお岡ノ山での経営手腕を買われて駅長に着任した。正式な開業は翌4月24日からで、近大マグロの解体ショーなどが開かれた。開業後すぐにゴールデンウィークを迎え、開業後3か月で50万人が訪れる津市の新しい観光地となった。一方で平日の購買客の9割を近隣住民が占めるなど、地元客の支持も得ている。しかし9月は天候不順のために地元食材の入荷が鈍り、客足も減少してしまったため、パンの食べ放題を企画するなど集客回復の取り組みが行われた。その後も減少傾向は継続しているが、2017年（平成29年）3月5日に来駅者が100万人を突破した。

## 主な施設
営業時間は7時から19時である。駐車場やトイレは24時間利用できる。
- 駐車場：2017年2月現在、休日は混雑するため、臨時駐車場が開設される[11]。
  - 普通車：63台[3][11]
  - 大型車：15台[3][11]
  - 身体障害者用 : 2台[11]
- トイレ：16器[1]
- 飲食・休憩・情報コーナー[1]
- 地域物産展示・販売コーナー[1]
  - レストラン「津のものキッチン」[2]（L.O.18時30分[12]）
- 授乳室[2]
- オープンテラス[1]
- イベント広場[1]
- 災害用備蓄倉庫[1]
- 自家発電設備[1]
- EV充電器[1]

## 休館日
- 年中無休（臨時休業あり）[2]

## アクセス
鉄道駅は徒歩圏内に存在しない。
- 国道23号 - 登録路線[1]
- 国道306号[2]
- 伊勢自動車道芸濃ICから自動車で約20分[12]。

## 周辺
- 津市立黒田小学校
- 中勢グリーンパーク